# Hanna Kokko
Hanna Maaria Kokko, född 26 september 1971 i Helsinge, är en finländsk zooekolog.
Kookko blev diplomingenjör 1995 och blev filosofie doktor 1997. Efter att ha varit verksam som forskare i Storbritannien 1998–2002 blev hon professor i zooekologi vid Helsingfors universitet 2004. Hon är en framstående teoretisk biolog verksam särskilt inom evolutionsbiologi, beteendeekologi och populationsdynamik.  Hon har tilldelats ett antal utmärkelser, till exempel 2010 Per Brinck Oikos Award  och British Ecological Society's Founder's Prize  .

## Böcker
- Kokko, H. 2007. Modelling for Field Biologists (and Other Interesting People). Cambridge University Press
- Bargum, K. & Kokko, H.  Kutistuva turska ja muita evoluution ihmeitä. (Finska)